# Marilyn Mazur
Pour les articles homonymes, voir Mazur.
Marilyn Mazur, née le 18 janvier 1955, est une batteuse, percussionniste, danseuse danoise. Elle est née à New York et a vécu au Danemark depuis ses six ans. Depuis 1975, elle a travaillé avec de nombreux groupes, parmi lesquels Six Winds avec Alex Riel, ou le groupe de Jan Garbarek. Mazur est essentiellement autodidacte, mais possède un diplôme de percussions du Royal Danish Conservatory.

## Biographie
Elle a travaillé avec de nombreux musiciens: John Tchicai, Pierre Dørge (New Jungle Orchestra), Niels-Henning Ørsted Pedersen, Palle Mikkelborg, Arild Andersen, Alfred 23 Harth, Eberhard Weber, Peter Kowald, Jeanne Lee, Jan Garbarek, Miles Davis, Gil Evans et Jean-Michel Pilc
En 1989, elle fonde son groupe Future Song avec la pianiste Elvira Plenar, la chanteuse Aina Kemanis, le trompettiste Nils Petter Molvaer, le bassiste Klavs Hovmann, et Audun Kleive en tant que second batteur. Elle mène aussi un autre projet, Percussion Paradise, dans lequel elle travaille régulièrement avec les percussionnistes Benita Haastrup, Lisbeth Diers, et Birgit Løkke.
Le magazine américain Down Beat a élu Marilyn Mazur comme percussionniste méritant une reconnaissance plus large en 1989, 1990 et 1995. En 2001, elle obtient le Prix Jazzpar.
Elle est la porteuse du projet Criss Cross Europe de 2018 avec comme chanteuse Sarah Klenes, trompettiste Koen Smits, saxophoniste Leon Phal, pianiste Soren Gemmer, contrebassiste Peedu Kass et Niels Engel à la batterie .

## Discographie

### Carrière solo
- Future Song (1992)
- Small Labyrinths (1997)
- All the birds (2002)
- Daylight stories (2004)
- Elixir (2008)
- Tangled Temptations & The Magic Box (2010)
- Celestial Circle (2011)

### Comme sideman
- The Complete Miles Davis at Montreux, 1973-1991 : volumes 12 et 13, Casino de Montreux, le 7 juillet 1988;
- Aura , 1989.

## Videographie
Marilyn Mazur, Queen of percussions, Christian Braad Thompson, DVD Det Danske Filminstitut (2008)